# Número de Euler (física)
En física, el número de Euler (Eu) es un número adimensional utilizado en mecánica de fluidos.
Expresa la relación entre la energía asociada a una pérdida de presión por unidad de volumen (por ejemplo un estrechamiento) respecto a la energía cinética por unidad de volumen del flujo. Se usa para caracterizar pérdidas de carga en el flujo: por ejemplo, a un flujo horizontal sin fricción le corresponde un número de Euler nulo, y cuanta más pérdida de carga se produzca en su movimiento, mayor será su número de Euler. El inverso del número de Euler (relación entre las fuerzas de inercia y las de presión diferencial) se conoce como número de Ruark, de símbolo Ru.

## Simbología
| Símbolo                       | Nombre                                       | Unidad  |
| ----------------------------- | -------------------------------------------- | ------- |
| {\displaystyle \mathrm {Eu} } | Número de Euler                              |         |
| {\displaystyle p_{u}}         | Presión aguas arriba (Subfijo u = upstream)  | Pa      |
| {\displaystyle p_{d}}         | Presión aguas abajo (Subfijo d = downstream) | Pa      |
| {\displaystyle \rho }         | Densidad                                     | kg / m3 |
| {\displaystyle L}             | Longitud                                     | m       |
| {\displaystyle d}             | Dimensión de sección transversal             | m       |
| {\displaystyle m}             | Masa                                         | kg      |
| {\displaystyle u}             | Velocidad                                    | m / s   |

## Descripción
Se define el número adimensional de Euler como:
{\displaystyle \mathrm {Eu} ={\frac {\text{Fuerzas de presión}}{\text{Fuerzas inerciales}}}}
|              | 1                                                                         | 2                                                                 |
| ------------ | ------------------------------------------------------------------------- | ----------------------------------------------------------------- |
| Ecuaciones   | {\displaystyle \mathrm {Eu} ={\frac {(p_{u}-p_{d})\ (d^{2})}{mu\ (u/L)}}} | {\displaystyle \rho ={\frac {m}{d^{2}\ L}}}                       |
| Ordenando    | {\displaystyle \mathrm {Eu} ={\frac {p_{u}-p_{d}}{[m/(d^{2}L)]\ u^{2}}}}  |                                                                   |
| Sustituyendo | {\displaystyle \mathrm {Eu} ={\frac {p_{u}-p_{d}}{\rho \ u^{2}}}}         | {\displaystyle \mathrm {Eu} ={\frac {p_{u}-p_{d}}{\rho \ u^{2}}}} |

{\displaystyle \mathrm {Eu} ={\frac {p_{u}-p_{d}}{\rho \ u^{2}}}}